# ELLE (雑誌)
『ELLE』（エル）とは、1945年に創刊された、フランスを本国とする女性ファッション雑誌である。
フランスの出版社アシェット・フィリパッキ・メディアが所有している。なお、誌名『ELLE』はフランス語で「彼女」を意味する。

## 概要
ハイファッションの最先端を行く主要雑誌のひとつとされ、世界的名門ファッションブランドの商品が多数掲載される。
1945年、パリでエレーヌ・ラザレフ (fr:Hélène Lazareff) によって“Open Appetite”という標語のもと創刊された。パイオニア精神と既成概念に囚われない自由なスピリットがエルの原点となっている。
日本を含む世界60以上の国で43の版が発行されている。本国以外ではハースト・コーポレーションとその各国子会社が展開している。また、世界最大規模のファッション雑誌と自称する。

## 日本版
日本版は『ELLE japon』（エル・ジャポン）と称し、毎月28日に発売されている。増刊号を含めて、ハースト婦人画報社発行・講談社発売（2015年4月1日以降）。
日本では1970年にマガジンハウスの『an・an』が提携雑誌として発行されたのち、 1982年に日本版『エル・ジャポン』が創刊された。その後、1989年7月タイム・アシェット・ジャパン社（アシェット・フィリパッキ・メディアとアメリカのタイム・ワーナー社との合弁会社）に出版元が変更され、新創刊された。その後、出版元会社は親会社の変更により、アシェット婦人画報社→ハースト婦人画報社と商号を改めている。
毎年3・9月号（それぞれ1・7月発売）には各ブランドの新作小物をバッグ・靴中心に紹介する別冊付録「ELLE ACCESSORY」が付属する。また、一部の月に増刊号が発売されている。
月刊誌
- ELLE（毎月28日）

奇数月
- ELLE DECOR（7日） - インテリア、雑貨に関するテーマを取り扱っている。

偶数月
- ELLE gourmet（6日） - グルメ情報、レシピなどを取り扱っている。2017年に「ELLE a table」より改称された。

3・6・9・12月
- ELLE mariage（7日） - ウェディングに関する情報を取り扱っている。

休刊
- ELLE girl（23日） - 一部の偶数月に増刊号「ELLE girl STYLE」が発売される。

フリーペーパー
- ELLE COOKING - 「ELLE gourmet」の別冊付録になっている場合もある。
- ELLE girl touch

Web媒体
- ELLE ONLINE / ELLE TV（ともにwww.elle.co.jp）
- ELLE SHOP（www.elleshop.jp）
- ELLE girl ONLINE（ellegirl.jp）
- ザ・ウェディング（the-wedding.jp = ELLE mariageに相当）

## 同一ジャンルでのライバル誌など
ハースト社
- HARPER'S BAZAAR（世界各国）
- 25ans / Richesse（日本国内）

世界各国
- VOGUE
- marie claire（日本以外）

日本国内
- Numéro TOKYO
- GINZA
- SPUR
- FIGARO japon

## エルカフェ

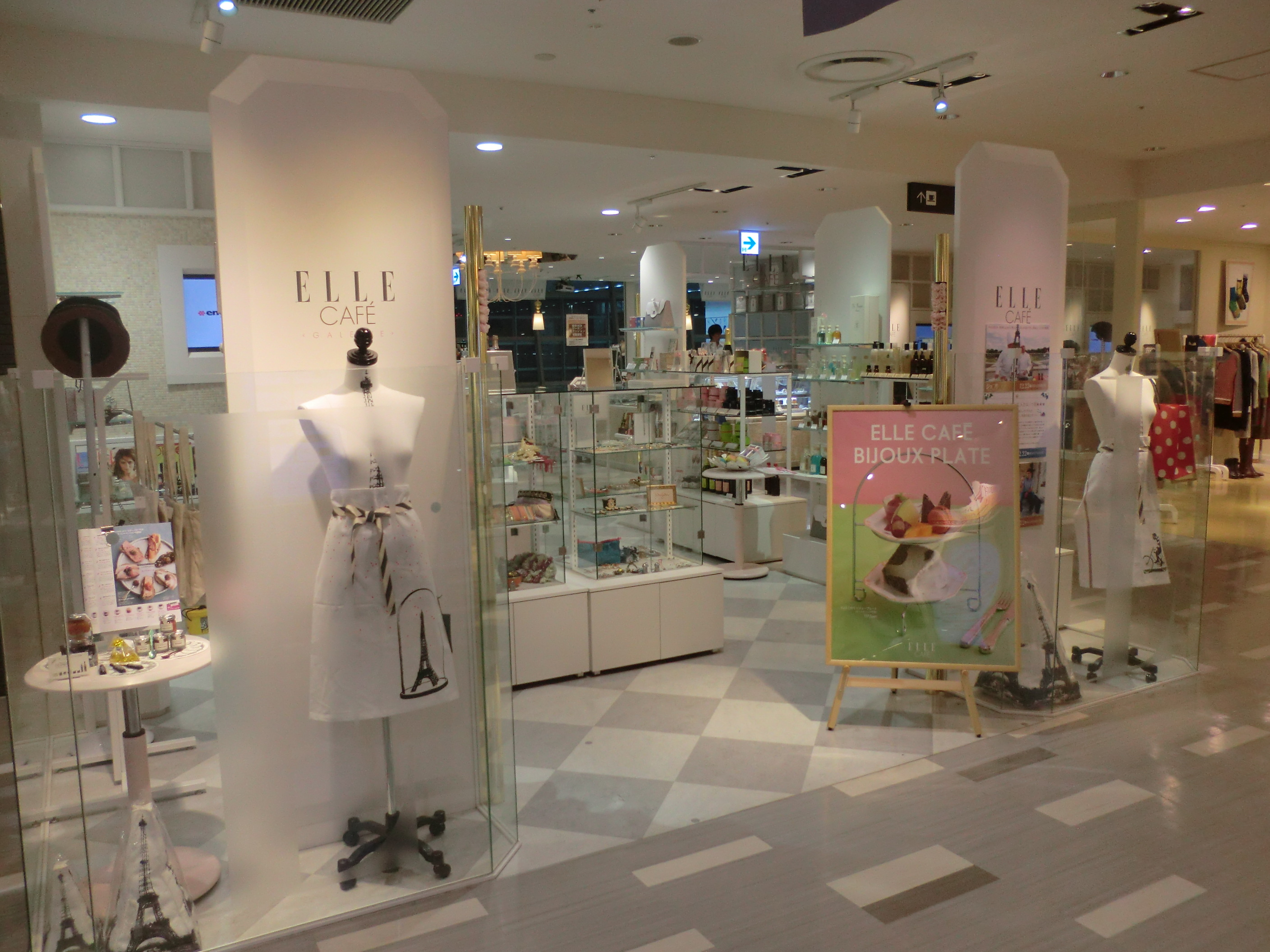
博多阪急店の様子

世界で唯一『ELLE』がプロデュースする「ELLE cafe」（エルカフェ）が東京に存在する。
店内には軽食やスイーツを味わえるカフェスペースのほか、食品や雑貨などを扱うショップスペース、iPadが使えるカウンター席、特別な場面に使えるVIPルームがあった。また、店内には世界中の『ELLE』が揃えられており、最新のトレンドをチェックする事もできる。
世界第1号店は福岡県福岡市の博多阪急4階にオープンし、2015年4月22日にリニューアルしたが、2016年8月28日に閉店した。
2013年7月18日には、東京の六本木ヒルズにもオープンした。東京の店舗は博多店と比べて12坪と小さくなっているが、平日は8時（週末は11時）から23時まで営業し、コールドプレスジュースなども発売した。
その後、2016年11月11日に東京の青山（神宮前）に、博多店に代わる新たなフラッグシップショップがオープン。2017年4月20日にはGINZA SIX店もオープンしたが、2018年10月28日に六本木ヒルズ店とともに閉店。2020年9月22日には青山店も閉店した。
2023年2月現在、直営店は港区白金台にある「ELLE café corner in Beaute eternelle」のみ。

## ELLE CINEMA AWARDS
『ELLE japon』（エル・ジャポン）を出版するハースト婦人画報社が主催するファッション・メディア『ELLE』らしい視点で表彰する映画賞として2015年にスタートした。
2021年
「エル・シネマアワード」第1位
『パワー・オブ・ザ・ドッグ』
「エル ベストアクトレス賞」
有村架純
「エル メン賞」
北村匠海
「エル・ガール ライジングスター賞」  
古川琴音
「エル ベストディレクター賞」
濱口竜介
「エル アクティブ for SDGs賞」
齊藤工
2022年
「エル・シネマアワード」第1位
『コーダ あいのうた』
「エル ベストアクトレス賞」
広瀬すず
「エル メン賞」
窪田正孝
「エル・ガール ライジングスター賞」  
河合優実
「エル ベストディレクター賞」
早川千絵
2023年
「エル・シネマアワード」第1位
『バービー』
「ELLE ACTIVE!賞」
『PERFECT DAYS』　
「エル ベストアクトレス賞」
松岡茉優
「エル メン賞」
磯村勇斗
「エル・ガール ライジングスター賞」  
山田杏奈
「エル ベストディレクター賞」
是枝裕和
「FENDI賞」
アイナ・ジ・エンド
2024年
「エル・シネマアワード」第1位
『哀れなるものたち』
「エル ベストアクトレス賞」
河合優実
「エル メン賞」
山﨑賢人
「エル・ガール ライジングスター賞」  
萩原利久、桜田ひより
「エル ベストディレクター賞」
山中瑶子
「FENDI賞」
仁村紗和
「話題賞」
アンナ・サワイ 

#### 広報資料・プレスリリースなど一次資料
1. 1 2  Hachette Filipacchi Media U.S. (2010年). “about us”. 2010年1月11日時点のオリジナルよりアーカイブ。2010年3月12日閲覧。
2. ↑  一方、Webサイトは日本版公式ページトップから、フランス・イギリス・スペイン・イタリア・スウェーデン・オランダ・ベルギー・ドイツ・ノルウェー・チェコ・デンマーク・フィンランド・ハンガリー・スロベニア・ロシア・トルコ・アメリカ・ブラジル・カナダ・ケベック・韓国・香港・台湾・中国・インド・タイ・南アフリカ
にリンクされている。
3. ↑  What’s ELLE CAFÉ?｜【ELLE CAFÉ】エルプロデュースの情報発信カフェ｜エル カフェ オンライン at the Wayback Machine (archived 2012-10-26)
4. ↑  ELLE cafe Hakata コールドプレスジュースやジュースプログラムもスタート｜『ELLE café（エル カフェ）』公式サイト ELLE café Online（エル カフェ オンライン） at the Wayback Machine (archived 2016-06-13)
5. ↑  【ELLE】 エル カフェPRESSが綴る、エル カフェ最新ニュース＆裏話！｜ 本日ELLE CAFE Roppongi Hillsグランドオープン｜エル公式ブログ at the Wayback Machine (archived 2014-09-02)
6. ↑  “SHOPLIST”. ELLE café 公式サイト. 2023年2月28日閲覧。
7. ↑  “有村架純、北村匠海、濱口竜介、古川琴音、齊藤工が受賞！「エル シネマアワード2021」レポート”. ELLE. (2022年12月18日) 2023年12月19日閲覧。
8. ↑  “配信系も豊作！　「エル シネマアワード2021」作品ランキングを大発表”. ELLE. (2022年12月27日) 2023年12月19日閲覧。
9. ↑  “広瀬すず、窪田正孝らが受賞！「エル シネマアワード2022」の生配信をレポート”. ELLE. (2022年12月20日) 2023年12月19日閲覧。
10. ↑  “今年のベスト1は？「エル シネマアワード2022」作品ランキングを大発表”. ELLE. (2022年12月22日) 2023年12月19日閲覧。
11. ↑  “「ELLE CINEMA AWARDS 2023」受賞者が決定！”. ジェイタメ. (2023年12月12日) 2023年12月19日閲覧。